# Reefer Madness
Reefer Madness (dt. etwa Jointwahnsinn), der ursprünglich Tell Your Children (Erzähle es deinen Kindern) heißen sollte, ist ein Anti-Cannabis-Film aus dem Jahr 1936.

## Handlung
Der Film erzählt die tragische Geschichte von braven High-School-Schülern, die nach dem Genuss von Cannabis vergewaltigen, unverantwortlich Auto fahren, sich umbringen und dem Wahnsinn verfallen.
Der Film handelt unter anderem von Mae Coleman und Jack Perry, die Marihuana an Kinder und Jugendliche verkaufen.
Bill Harper und Jimmy Lane besuchen im Verlauf der Handlung Jack, der Jimmy einen Joint gibt. Dies veranlasst Jimmy wenig später mit seinem Auto rasant davon zu fahren und dabei einen Fußgänger zu erfassen, woraufhin er Fahrerflucht begeht, während der Fußgänger wenig später stirbt. Dieses Verbrechen scheint für Jimmy jedoch zunächst keine Konsequenzen zu haben.
Bill beginnt eine Affäre mit Blanche, während Mary, Jimmys Schwester, von Ralph Wiley, einem geisteskranken Dealer, eine Marihuana-Zigarette angeboten bekommt. Ralph versucht wenig später, sie brutal zu vergewaltigen.
In diesem Moment kommt Bill nach drogenverstärktem, unzüchtigem Verkehr mit Blanche aus dem Schlafzimmer und ergreift Ralph. Ein Kampf entbrennt und im Zuge dessen löst sich ein Schuss, der Mary tödlich trifft. Jack legt die Pistole in die Hand des im Marihuana-Rausch dahinsiechenden Bill und weckt ihn, woraufhin dieser glaubt, er habe Mary getötet. Ihm wird der Prozess gemacht, und obwohl Ralph versucht für ihn auszusagen, wird er verurteilt, da Ralph aufgrund seines Marihuana-Konsums wahnsinnig geworden ist.
Jack will im weiteren Verlauf, von Marihuana-befeuertem Hass getrieben, Ralph ermorden, damit dieser seine Täterschaft nicht verraten kann. Als er ihn aufsucht, gewinnt Ralph jedoch die Oberhand und prügelt ihn im Marihuana-Wahn zu Tode.
Ralph, Mae und Blanche werden daraufhin verhaftet: Blanche springt im Drogenrausch aus dem Fenster und stürzt in den Tod. Ralph wird als krimineller Geisteskranker für den Rest seines Lebens weggesperrt, während auf Maes weiteres Leben nicht eingegangen wird.
Schließlich erscheinen die Worte Tell Your Children (dt. „Sagen Sie es Ihren Kindern“) auf dem Bildschirm.

## Hintergründe
Der Film wurde ursprünglich unter dem Titel „Tell your Children“ durch eine kirchliche Gruppierung finanziert und sollte Eltern als moderne Moralität die angeblichen Gefahren des Cannabiskonsums näherbringen. Kurze Zeit nach der Produktion wurde der Film jedoch von einem Vertrieb von Exploitationfilmen aufgekauft, der den Film unter neuem Titel und mit zusätzlichen aufstachelnden Szenen auf den Markt brachte.
Der Film zeichnet sich durch zahlreiche Übertreibungen und Unwahrheiten aus, so wird Cannabis etwa als „gefährlicher als Kokain und Opium“ bezeichnet. Nach Gebrauch der Droge würde man schnell süchtig, und verfiele dann moralisch, psychisch und körperlich.
Laut einigen Quellen wurde der Film von Harry Anslingers Federal Bureau of Narcotics finanziert, oder sogar von Anti-Hanf Lobbyisten wie DuPont oder William Randolph Hearst.
Reefer Madness ist in den USA public domain und online verfügbar.

## Trivia
- 2004 hat 20th Century Fox eine kolorierte Version des Films auf DVD veröffentlicht.
- 2005 kam der Musicalfilm Kifferwahn (Originaltitel: Reefer Madness: The Movie Musical) heraus, welchem dieser Film als Vorlage diente. Im Film spielten unter anderem Kristen Bell, Christian Campbell und Neve Campbell mit.